# Uraria lagopus
Uraria lagopus är en ärtväxtart som beskrevs av Dc.. Uraria lagopus ingår i släktet Uraria och familjen ärtväxter.

## Underarter
Arten delas in i följande underarter:
- U. l. lagopus
- U. l. neglecta